# Madal

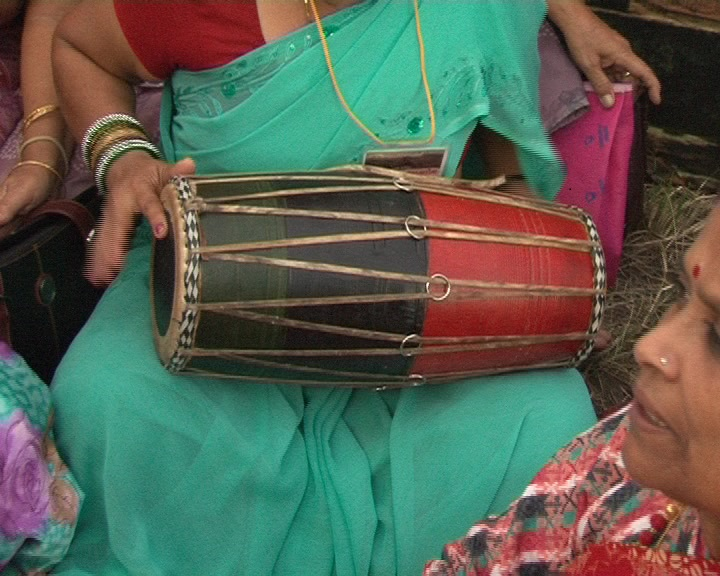
Madal.

El madal (en nepalí: मादल), es un instrumento musical membranófono originario de Nepal. Es un pequeño tambor de doble parche, utilizado por lo general para mantener el ritmo en la música folclórica nepalí, es el tambor de mano más popular y utilizado con mayor frecuencia en Nepal. El madal consiste de un cuerpo cilíndrico con una leve expansión en su punto medio, sus dos extremos o cabezas se encuentran cerrados con un parche de cuero, una de las cabezas es de mayor tamaño que la otra.
El madal tiene una correa que se fija alrededor de la cintura de la persona que lo toca para mantenerlo en posición horizontal. La técnica de ejecución consiste en golpear en forma rítmica uno de sus extremos o cabezas con la palma de la mano.   
Este instrumento de percusión típico nepalí es la base de casi toda la música folclórica de Nepal. El famoso músico nepalí Ranjit Gazmer llevó el instrumento a la música de Bollywood y lo utilizó en numerosas composiciones de Bollywood como por ejemplo 'Hum dono do premi duniya chhod chale', y 'Kanchha re kanchhi re'. Existe un tipo de tambor madal propio de las tribus antiguas de la India.

## Historia
Es originario de la comunidad Magar de Nepal. El nombre antiguo del madal era mardal (मर्दल en nepalí).

## Construcción
Se comienza tallando un tronco de madera de manera de crear una cavidad en su interior, denominada ghar (घार). Las dos aberturas en los extremos se cubren con cuero de vaca.  El cuero posee un círculo concéntrico interno negro. Este círculo es de una substancia negra denominada khari (खरी), la cual es una mezcla de polvo de kansh (काँश) y kit (किट). Esta substancia negra hace que el cuero tenga mayor masa y le cambia el tono de vibración de manera de producir un tono que reverbera como una campana grave.
Los dos extremos no poseen la misma dimensión; las cabezas grande y pequeña se denominan respectivamente macho y hembra. El madal además posee una serie de cordones que cruzan el cuerpo central. Estos cordones fabricados con cuero de vaca, son utilizados para afinar el instrumento.